# David Babic
David Babic (ur. 13 czerwca 1979) – amerykański narciarz dowolny. Najlepszy wynik na mistrzostwach świata osiągnął podczas mistrzostw w Madonna di Campiglio, gdzie zajął 5. miejsce w  jeździe po muldach. Nie startował na igrzyskach olimpijskich. Najlepsze wyniki w Pucharze Świata osiągnął w sezonie 2006/2007, kiedy to zajął 15. miejsce w klasyfikacji generalnej, a w klasyfikacjach jazdy po muldach był szósty.
W 2010 r. zakończył karierę.

## Sukcesy

### Mistrzostwa Świata
| Miejsce | Dzień    | Rok  | Miejscowość          | Konkurencja      | Zwycięzca                 |
| ------- | -------- | ---- | -------------------- | ---------------- | ------------------------- |
| 9.      | 1 lutego | 2003 | Deer Valley          | Muldy podwójne   | Jeremy Bloom              |
| 9.      | 20 marca | 2005 | Ruka                 | Muldy podwójne   | Toby Dawson               |
| 5.      | 9 marca  | 2007 | Madonna di Campiglio | Jazda po muldach | Pierre-Alexandre Rousseau |
| 24.     | 10 marca | 2007 | Madonna di Campiglio | Muldy podwójne   | Dale Begg-Smith           |

### Puchar Świata

#### Miejsca w klasyfikacji generalnej
- 2001/2002 – 71.
- 2002/2003 – -
- 2003/2004 – 29.
- 2004/2005 – 34.
- 2005/2006 – 28.
- 2006/2007 – 15.
- 2007/2008 – 28.
- 2008/2009 – 56.
- 2009/2010 – 79.

#### Miejsca na podium
1. Steamboat Springs – 8 lutego 2003 (Jazda po muldach) – 3. miejsce
2. Airolo – 7 marca 2004 (Jazda po muldach) – 1. miejsce
3. Sauze d’Oulx – 14 marca 2004 (Jazda po muldach) – 3. miejsce
4. Voss – 3 marca 2007 (Jazda po muldach) – 3. miejsce
5. Inawashiro – 16 lutego 2008 (Jazda po muldach) – 3. miejsce
6. Valmalenco – 15 marca 2008 (Jazda po muldach) – 1. miejsce
7. Deer Valley – 31 stycznia 2009 (Jazda po muldach) – 2. miejsce

- W sumie 2 zwycięstwa, 1 drugie i 4 trzecie miejsca.